# Demokratische Union Österreichs
De Demokratische Union Österreichs (Nederlands: Democratische Unie van Oostenrijk, DU) was een kleine Oostenrijkse partij die tussen 1948 en 1954 actief was als politieke partij.

## Geschiedenis
De DU werd in december 1945 opgericht als vereniging van oud-verzetsstrijders. In 1945 deed een Demokratische Partei Österreichs (DPÖ) mee aan de parlementsverkiezingen en kreeg slechts 0,18% van de stemmen. Deze partij ging na de verkiezingen op in de Demokratische Union.

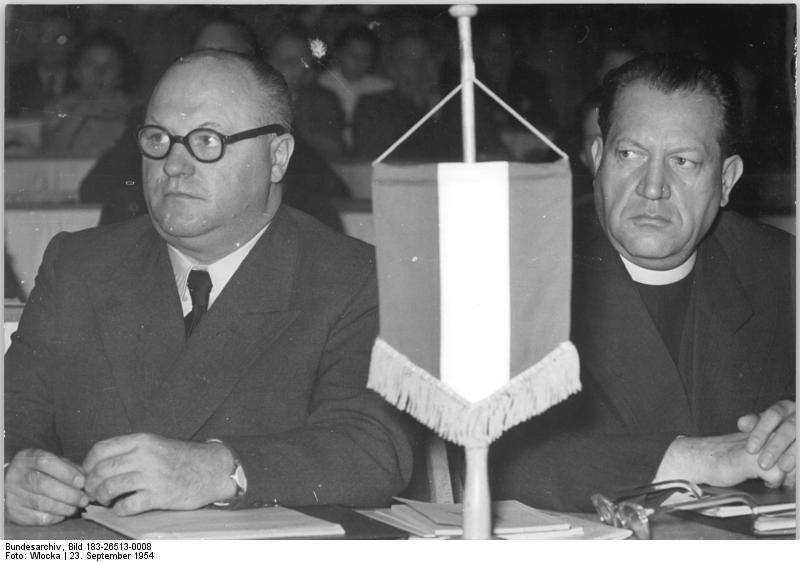
Josef Dobretsberger als gast tijdens een partijcongres van de Ost-CDU in Weimar, 1954

De vereniging verzocht in 1948 de Geallieerde Raad om de status van politieke partij. De DU ondervond weinig steun bij de Westerse mogendheden (Frankrijk, Verenigd Koninkrijk en Verenigde Staten van Amerika) maar werd in haar aspiraties actief gesteund door de Sovjet-Unie, die hoopte dat de DU een concurrent van de Österreichische Volkspartei (ÖVP) en zo het burgerlijke kamp te verslappen. Druk van de Sovjet-Russische vertegenwoordiging binnen de Geallieerde Raad leidde tot niets, maar in het voorjaar van 1949 kon de Demokratische Union na een wijziging van de Oostenrijkse kieswet toch worden geregistreerd als politieke partij. In juni 1949 werd Josef Dobretsberger, die contacten onderhield met de vertegenwoordiging van de USSR, benoemd tot partijleider (Parteiobmann). Dobretsberger was in de jaren voor de Tweede Wereldoorlog minister van Sociale Zaken geweest onder staatskanselier Kurt von Schuschnigg en was na de Anschluss (1938) was hij naar het buitenland gegaan. Sinds 1939 onderhield hij contacten met de KPÖ-leiding in ballingschap (Exil-KPÖ). Na de oorlog was Dobretsberger naar Oostenrijk teruggekeerd en rector geworden van de Karl-Franzens-Universität in Graz. Aanvankelijk sloot hij zich aan bij de ÖVP, maar verliet die partij toen men besloten had om ook oud-nazi's als leden toe te laten. Ondanks Dobretsbergers' verleden als minister in het corporatistische regime van Von Schuschnigg genoot hij tot op zekere hoogte het vertrouwen van de Sovjet-Unie, hoewel hij zeker geen aanhanger was van het communisme. Dobretsberger en diens DU waren vooral gericht tegen de in hun ogen eenzijdige prowesterse oriëntatie van de ÖVP en de SPÖ. De DU zette zich in voor een neutraal Oostenrijk en een goede (handels)relatie met het Oostblok. 
Ondanks de hooggespannen verwachtingen deed de DU het bij de parlementsverkiezingen van 1949 bijzonder slecht. De DU kreeg 12.059 stemmen (0,28%), bij lange na niet voldoende voor een zetel in Nationale Raad. Na de verkiezingen sloot de DU zich aan bij de zogenaamde Volksopposition (Volksoppositie), waartoe ook de communistische partij en enkele kleinere links-socialistische bewegingen behoorden. De Volksopposition ging in 1954 ter ziele en betekende ook het einde van de DU.